# The Walk
The Walk – singel brytyjskiego zespołu Eurythmics, wydany w 1982 roku.

## Ogólne informacje
Był to czwarty singel w karierze Eurythmics i – podobnie jak poprzednie – nie przyniósł duetowi spodziewanego sukcesu komercyjnego. Mimo to, rok później został umieszczony na przebojowym albumie Sweet Dreams (Are Made of This). Na stronie B umieszczono nagranie „Invisible Hands”. Piosenka została nagrana także w innej aranżacji pod tytułem „Let’s Just Close Our Eyes” i wydana została na singlu „Love Is a Stranger”.

## Teledysk
Duet nagrał teledysk do tego singla, lecz przez wiele lat nie był on dostępny. W 2007 roku wideoklip przedostał się do internetu. Jego reżyserem jest Marek Budzynski, natomiast za montaż odpowiedzialna jest Sophie Muller. Istnieje także druga wersja klipu.

## Pozycje na listach przebojów
| Kraj            | Pozycja |
| --------------- | ------- |
| Wielka Brytania | 89      |